# Bychawka Pierwsza
Bychawka Pierwsza – wieś w Polsce, położona w województwie lubelskim, w powiecie lubelskim, w gminie Bychawa.
| SIMC    | Nazwa  | Rodzaj    |
| ------- | ------ | --------- |
| 1050282 | Radków | część wsi |

W latach 1975–1998 wieś administracyjnie należała do województwa lubelskiego.
Wieś stanowi sołectwo gminy Bychawa. Według Narodowego Spisu Powszechnego z roku 2011 wieś liczyła 198 mieszkańców.
Wierni Kościoła rzymskokatolickiego należą do parafii Wszystkich Świętych w Bychawce.